# Diana Krall
Diana Jean Krall (n. 16 noiembrie 1964, Nanaimo, British Columbia, Canada) este o pianistă și cântăreață canadiană de jazz, cunoscută pentru vocea ei alto. A vândut peste 6 milioane de albume în SUA și peste 15 milioane de albume din întreaga lume. Pe 11 decembrie 2009, revista Billboard a numit-o al doilea artist jazz al deceniului (2000-09), fiind unul dintre cei mai bine vânduți artiști ai timpului ei.
Krall este singura cântăreață de jazz care a avut opt albume care au debutat în fruntea clasamentului albumelor de jazz Billboard. Până în prezent, ea a câștigat trei premii Grammy și opt premii Juno. De asemenea, a câștigat nouă albume de aur, trei de platină și șapte albume de multi-platină.

## Viața personală
Krall s-a născut la 16 noiembrie 1964, în Nanaimo, British Columbia, Canada, fiica Adellei A. (născută Wende), profesoară de școală primară, și a lui Stephen James "Jim" Krall, un contabil. Singura soră a lui Krall, Michelle, este o fostă membră a Royal Canadian Mounted Police (RCMP). Tatăl lui Krall a cântat la pian acasă, iar mama ei a cântat într-un cor al comunității. Kral a început să studieze singură pianul la vârsta de patru ani și a susținut examene pentru Conservatorul Regal de Muzică. În liceu a fost membră a unui grup de jazz; la 15 ani, a început să cânte în mod profesionist în restaurante locale. Krall a câștigat o bursă pentru a participa la Colegiul de Muzică Berklee din Boston, unde a studiat din 1981 până în 1983 înainte de a se muta la Los Angeles pentru a cânta jazz. S-a întors în Canada pentru a lansa primul ei album în 1993.
Mama lui Krall a murit din cauza mielomului multiplu în 2002, la câteva luni de la moartea mentorilor lui Krall, Ray Brown și Rosemary Clooney.
Krall și muzicianul britanic Elvis Costello s-au căsătorit la 6 decembrie 2003, pe proprietatea lui Elton John în afara Londrei. Fiii lor gemeni, Dexter Henry Lorcan și Frank Harlan James, s-au născut pe 6 decembrie 2006, în New York.

## Cariera

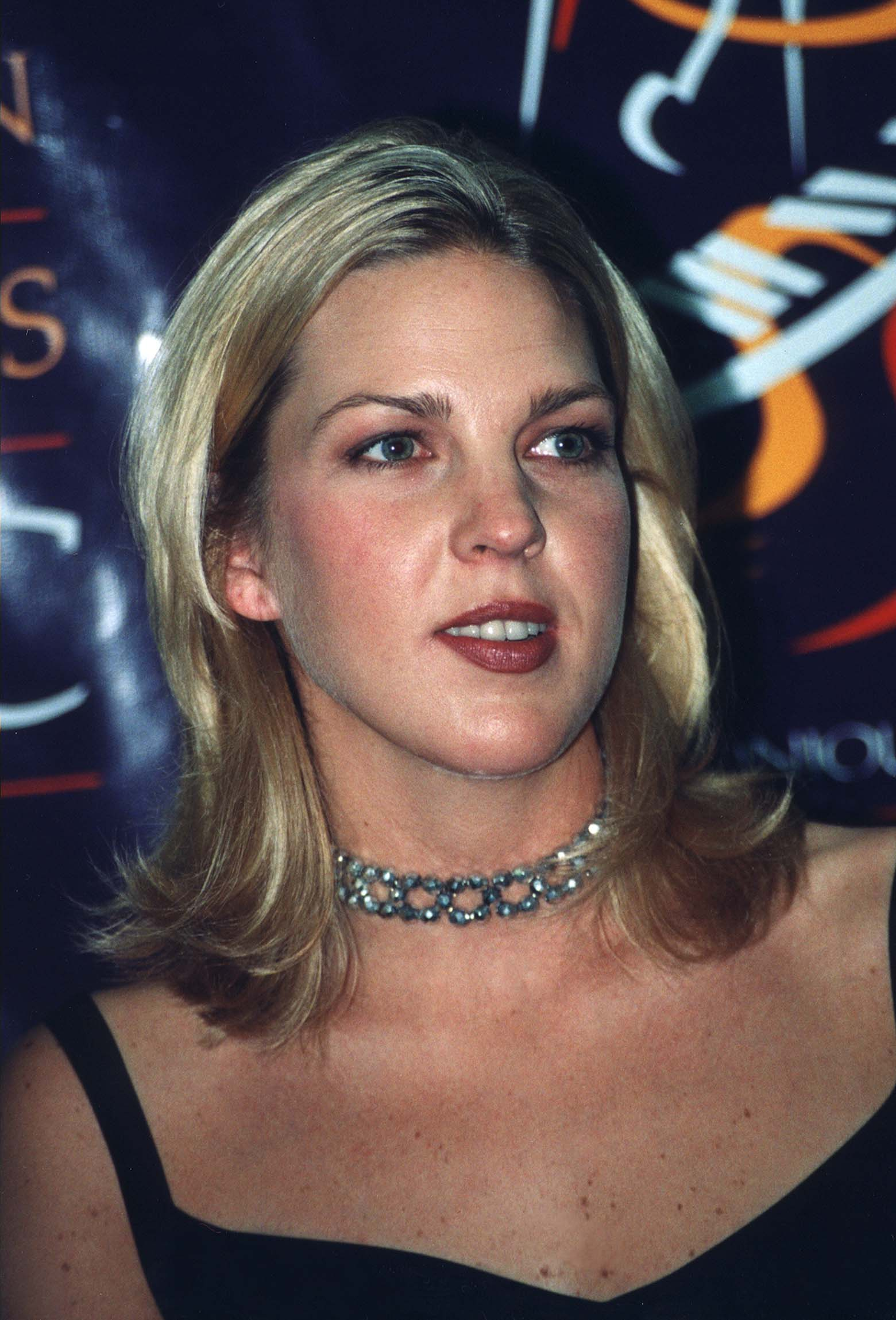
Krall în 1998

În 1993, Krall a lansat primul său album, Stepping Out, pe care l-a înregistrat cu John Clayton și Jeff Hamilton. A atras atenția producătorului Tommy LiPuma, care a produs cel de-al doilea album, Only Trust Your Heart (1995).
Cel de-al treilea album, All for You: A Dedication to the Nat King Cole Trio (1996), a fost nominalizat pentru un premiu Grammy și s-a aflat în clasamentele de jazz Billboard timp de 70 de săptămâni. Love Scenes (1997) a devenit repede un hit cu trioul Krall, Russell Malone (chitară) și Christian McBride (bas).
În august 2000, Krall s-a alăturat lui Tony Bennett pentru un turneu în 20 de orașe. Au format din nou un duet pentru o melodie în seria TV Spectacle: Elvis Costello with ...
Aranjamentele orchestrale ale lui Johnny Mandel au oferit fundalul pentru albumul When I Look In Your Eyes (1999). Combinarea trupei a fost păstrată, după aranjamentele de la albumul The Look of Love (2001) create de Claus Ogerman; acest album a atins statutul de platină și a ajuns în top 10 al Billboard 200. Piesa care dă titlul albumului, o preluare a Casino Royale popularizată la sfârșitul anilor 1960 de Dusty Springfield și Sérgio Mendes, a ajuns pe locul 22 în topul adult contemporary.
În septembrie 2001, Krall a început un turneu mondial. Concertul ei de la Olympia a fost înregistrat și lansat ca primul ei album live, Diana Krall - Live în Paris. Albumul a inclus preluări ale melodiei „Just the Way You Are” a lui Billy Joel (un hit pentru radioul american de smooth jazz) și ale melodiei „A Case of You” de Joni Mitchell.
Filmul „The Score” din 2001, cu Robert De Niro și Marlon Brando, a inclus o melodie de-a lui Krall, intitulată „I'll Make It Up As I Go”. Această melodie însoțește finalul filmului și a fost compusă de canadianul David Foster. [13]
După ce s-a căsătorit cu Costello, Krall a lucrat împreună cu el ca textier și a început să-și compună propriile cântece, rezultând albumul The Girl in the Other Room. Albumul, lansat în aprilie 2004, a urcat rapid în top cinci în Marea Britanie și a intrat în top 40 al albumelor din Australia.
Ea s-a alăturat lui Ray Charles pe albumul „Genius Loves Company” în 2004 pentru piesa „You Do not Know Me”.

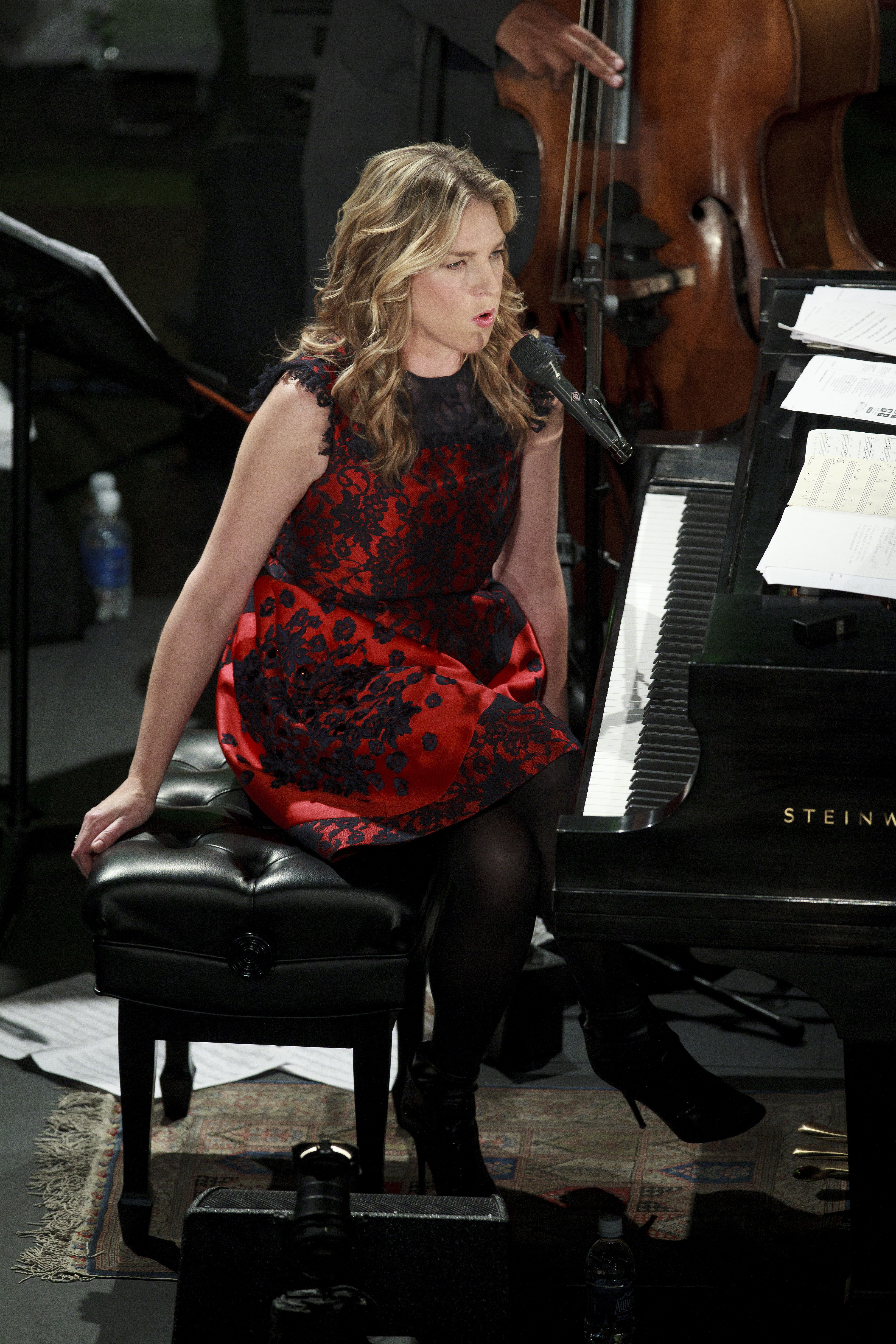
Live la The Paramount Theater în Charlottesville, Virginia

La sfârșitul lunii mai 2007, Krall a fost prezentă într-o campanie publicitară a Lexus [14]. În acel an a cântat, de asemenea, „Dream a Little Dream of Me” cu acompaniamentul la pian al lui Hank Jones.
Quiet Nights a fost lansat pe 31 martie 2009.
Krall a produs albumul Barbrei Streisand, Love Is the Answer, lansat pe 29 septembrie 2009. [15]
În 2011, Krall s-a retras în Sri Lanka. În septembrie 2012, ea l-a însoțit pe Paul McCartney la studiourile Capitol, într-un spectacol live al albumului său Kisses on the Bottom, care a fost prezentat în direct pe internet. Pe 13 septembrie 2012, Krall a interpretat „Fly Me to the Moon” la înmormântarea al astronautului Neil Armstrong din Washington, D.C.
Glad Rag Doll a fost lansat pe 2 octombrie 2012. Wallflower este al doisprezecelea album de studio, lansat pe 3 februarie 2015 de către Verve Records. Albumul a fost produs de David Foster. Printre compozitorii Krall și Foster se numără Eagles (două cântece), Elton John și Bernie Taupin („Sorry Seems to Be the Hardest Word”), 10cc („I'm not in Love”), Neil Finn („Don't Dream It's Over”) și Gilbert O'Sullivan („Alone Again (Naturally)”). Piesa care dă titlul albumului este „Bootleg Series” a lui Bob Dylan. Iar Paul McCartney i-a dat binecuvântarea să înregistreze un cântec original care nu a mai fost lansat, pe care la scris pentru propriul album Kisses on the Bottom.
Pe 5 mai 2017, Krall a lansat al treisprezecelea album, Turn Up the Quiet, prin Verve Records. Albumul a fost produs de Krall și Tommy LiPuma. Albumul a câștigat un premiu Juno ca albumul de jazz vocal al anului în 2018.
Pe 14 septembrie 2018, a fost lansat un album comun între Krall și Tony Bennett, Love Is Here to Stay. Albumul include piesa „Fascinating Rhythm”, înregistrat inițial de Bennett în 1949, care i-a adus un record mondial Guinness pentru „cel mai lung timp între lansarea unei înregistrări originale și reînregistrarea aceluiași single de către același artist” - 68 de ani și 342 de zile.

## Discografie
- Stepping Out (1993)
- Only Trust Your Heart (1995)
- All for You: A Dedication to the Nat King Cole Trio (1996)
- Love Scenes (1997)
- When I Look in Your Eyes (1999)
- The Look of Love (2001)
- Live in Paris (2002)
- The Girl in the Other Room (2004)
- Christmas Songs (2005)
- From This Moment On (2006)
- Quiet Nights (2009)
- Glad Rag Doll (2012)
- Wallflower (2015)
- Turn Up the Quiet (2017)
- Love Is Here to Stay cu Tony Bennett (2018)
- This Dream of You (2020)